# 轉轍器
轉轍器是用来轉換道岔方向的設備。（在北美稱Switch、英國稱Point、日本則有転てつ器及ポイント兩個術語)。較常見的有尖軌轉轍器(split switch)及鈍軌轉轍器(stub switch)兩種。

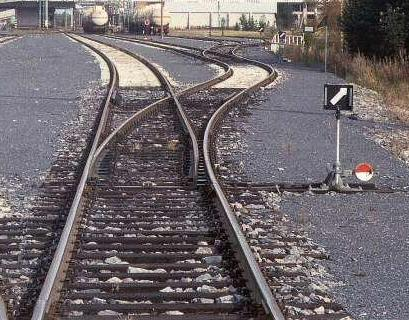
轉轍器

示範尖軌轉轍器(split switch)原理的動畫。圖為一組右開道岔，轉轍器控制道岔開通在基準線時稱定位。開通在分岔線時稱反位

當列車欲轉換股道進入車站或調車場時，在軌道上必須有特殊佈置，以引導帶輪緣車輪順利通過道岔，進入所指定的軌道，此軌道佈置稱為轉轍器和轍叉。
轉轍器部分(尖軌及基本軌)及轍叉部分(轍叉及護軌)在各自組裝後，會利用焊接或魚尾板(fish plate)與導軌部分接合。這個整體被稱為道岔(Turnout)。
轉轍器與轍叉還能組成各式交分道岔、渡線和梯線等。在鐵路工程學(ISBN-13:978-0-19-568779-8)書中將這些軌道設備稱為特殊軌道工程(special trackwork)。
轉轍裝置(Switch Stand)用來轉換尖軌轉轍器左右移動，控制道岔開通方向。在非自動控制區間，會採用人力扳轉的附標誌轉轍閘柄、重錘轉轍閘柄及附電鎖轉轍閘柄..等轉轍裝置，在自動控制區間則採用可遠程控制的電動轉轍機(Electric Switch Machine)及電空轉轍機。人工轉轍裝置或都附有轉轍器標誌及標誌燈，用以指示轉轍器的方向(定位或反位)，對應轉轍器功能有普通轉轍器標誌、彈簧轉轍器標誌、脫軌轉轍器標誌三種。

## 电动转辙機(Switch Machine)
包含电动机、减速器、转换锁闭装置、自动开闭器、吸收转动惯量和保护电机的联接装置、挤岔警報装置。

## 轉轍器型式
依轉轍軌之構造及活動方式之不同，可分為下列四種型式：

### 尖軌轉轍器

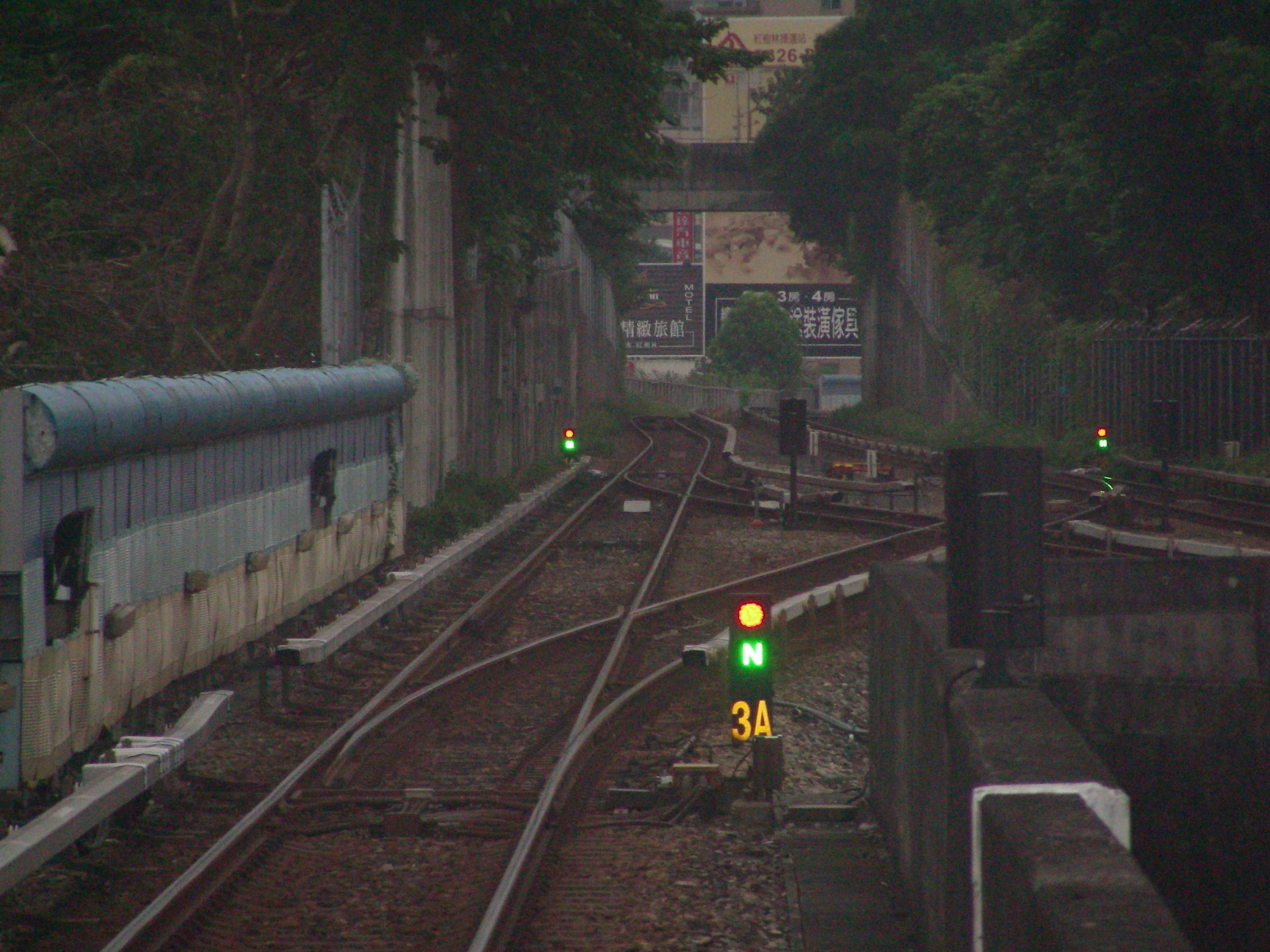
台北捷運淡水站的轉轍器

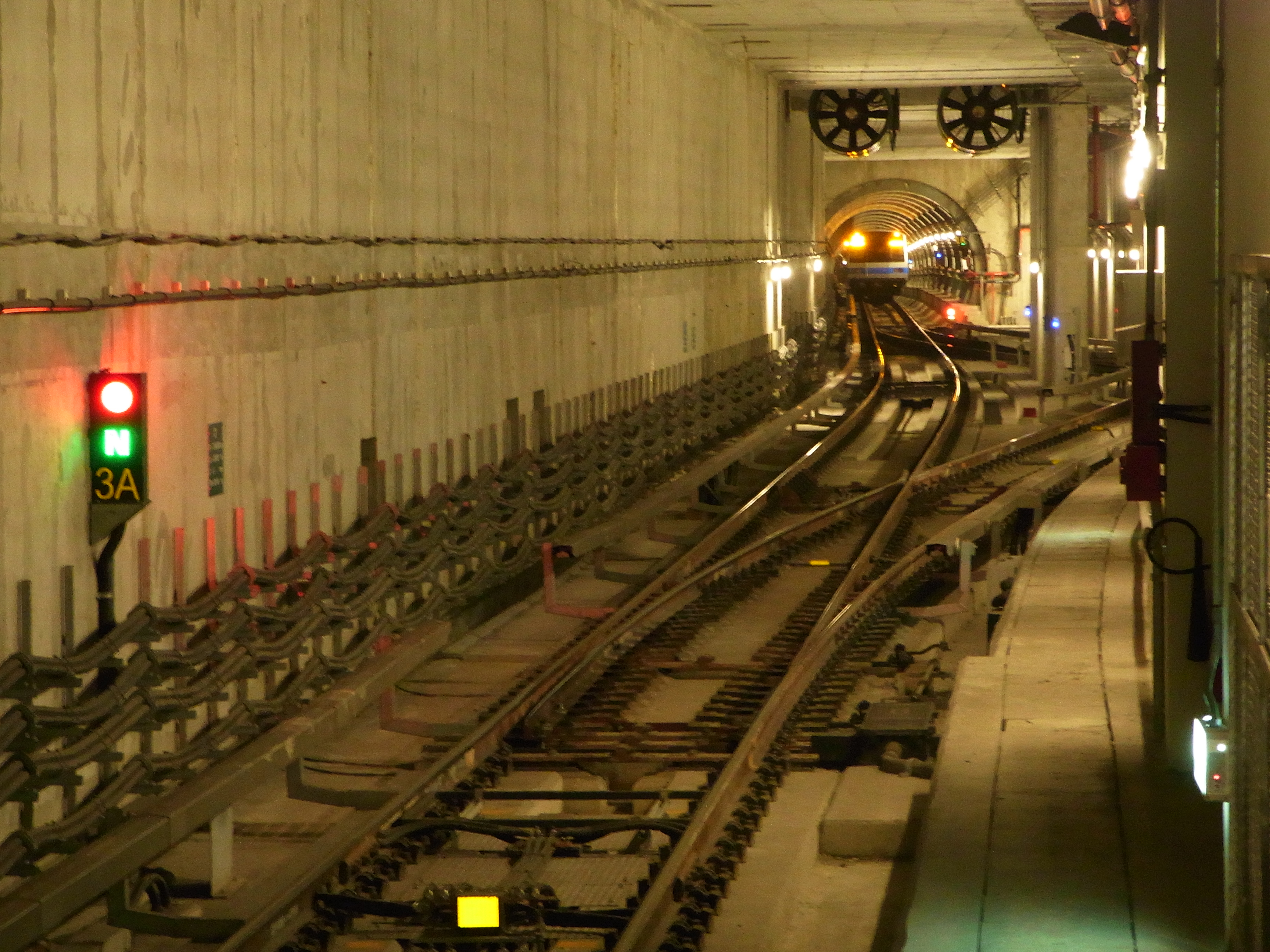
台北捷運忠孝新生站的轉轍器。

合肥万达乐园白龙飞天过山车上的钝轨转辙器

：定位，及反位各有一根活動軌條及一根連續軌條，故又名支幹轉轍。活動軌條的前端被去一角，利用连杆（Tie Rod）將兩個活動軌條相連，使其同時移動，當轉轍開向定位時，反位側的活動軌條緊貼於連續軌條，與軌距線連成一直線，定位側的活動軌條則離開連續軌條，留下空隙，將輪緣導向定位，反之導向反位。為使活動軌條順利移動，須設置於軌枕鈑上，並利用軌條撑增強連結。活動軌條與連續軌條所成之角為轉轍角（Switch Angle），通常為0°-52'到2°-36'不等，而活動軌條的長度為4.57到5.03公尺不等。若於活動軌條及拉桿中間裝設彈簧，則列車反向行駛時即使進路未開通，也能推擠通過而不致脫軌，通過後轉轍隨即復原，是目前在軌道上使用最多之轉轍器型式。

### 鈍軌轉轍器
：兩根活動軌條皆屬於定位（常為幹線），故又名幹線轉轍。由拉桿撥動活動軌條以導向反位，移動時由操縱機同時移動兩個活動軌條以保持固定間距。此種轉轍若當列車反向行駛時若未撥正即有出軌之虞，且因兩根軌條均有斷開會使車輛發生震動，目前甚少使用，僅用於暫時性或慢速，亦或是特殊类型（如游乐设施）的軌道上。

### 安全轉轍器
：設計為定位是連續軌條，而反位是活動軌條，反位部分為一斜面，軌道漸漸升高，輪緣在相交處直接跨過定位軌條。此型轉轍對於軌道面會有一定程度的磨損，所以未普遍採用。

### 馬華生轉轍器
（Macpherson Switch）：此型轉轍器因輪緣直接在軌道上輾壓，造成輪緣與軌道之嚴重摩擦，因此未被普遍採用。

## 其他转辙装置

### 单轨铁路

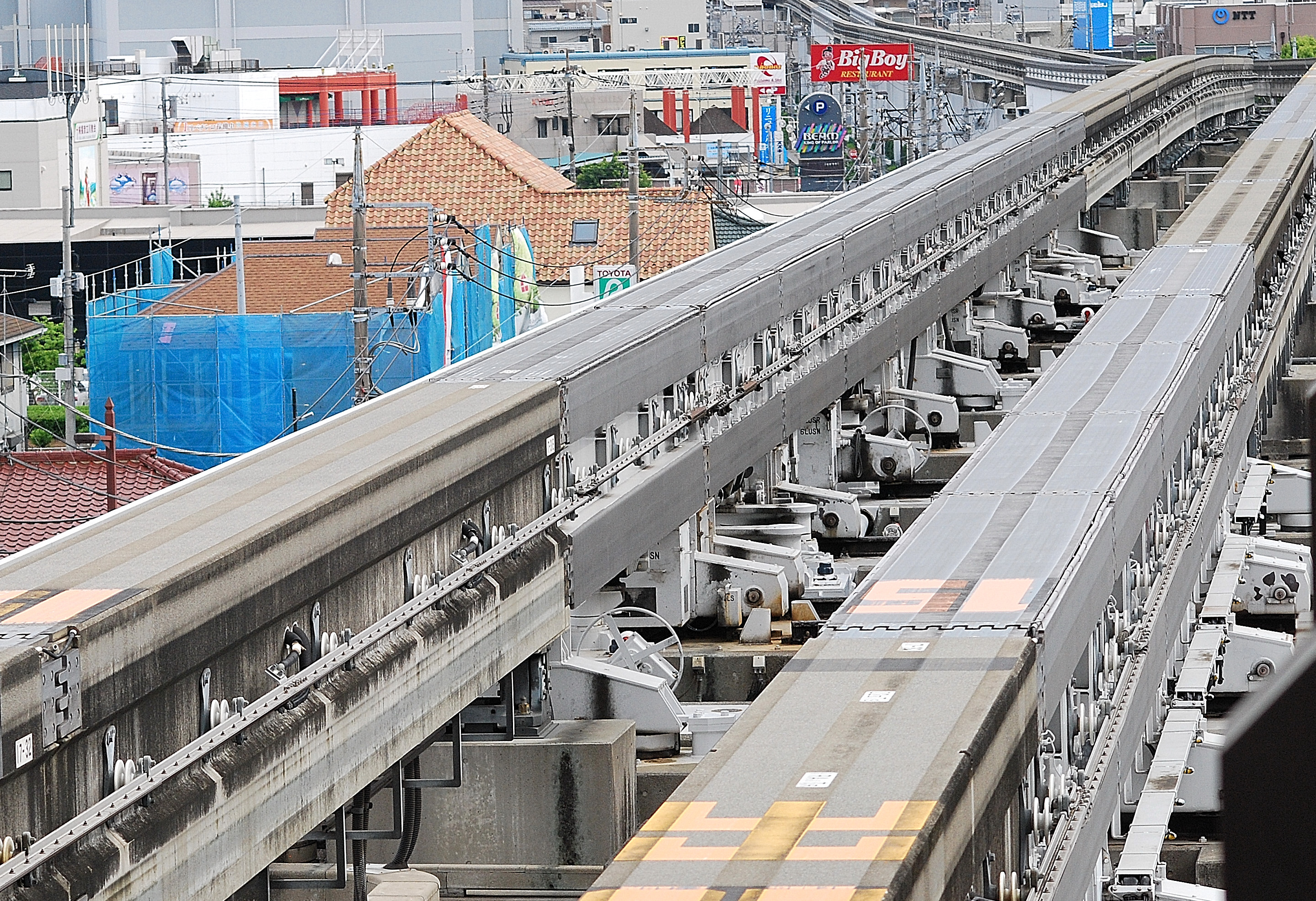
跨座式单轨铁路的转辙器 转辙前的状态
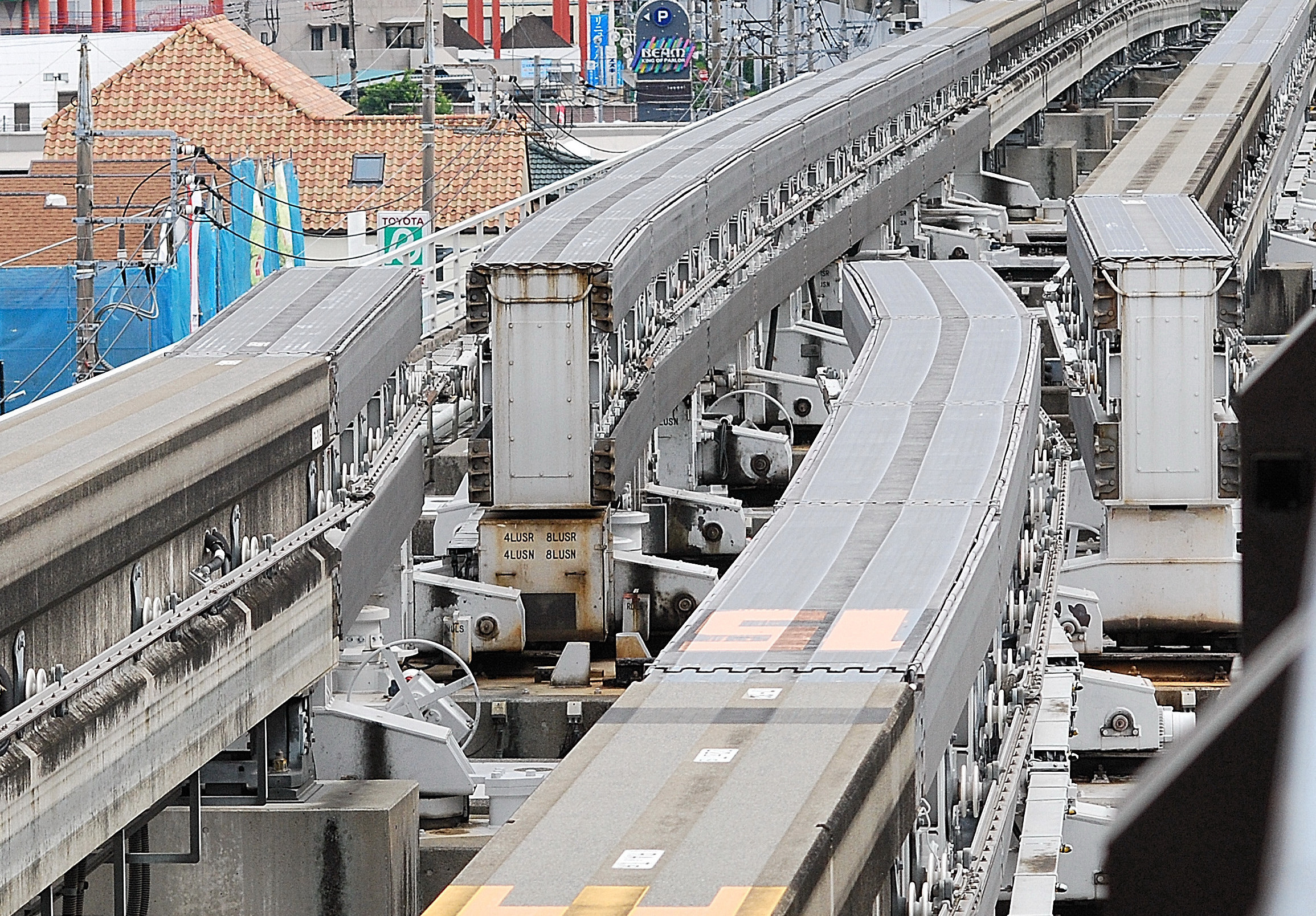
跨座式单轨铁路的转辙器 转辙中的状态
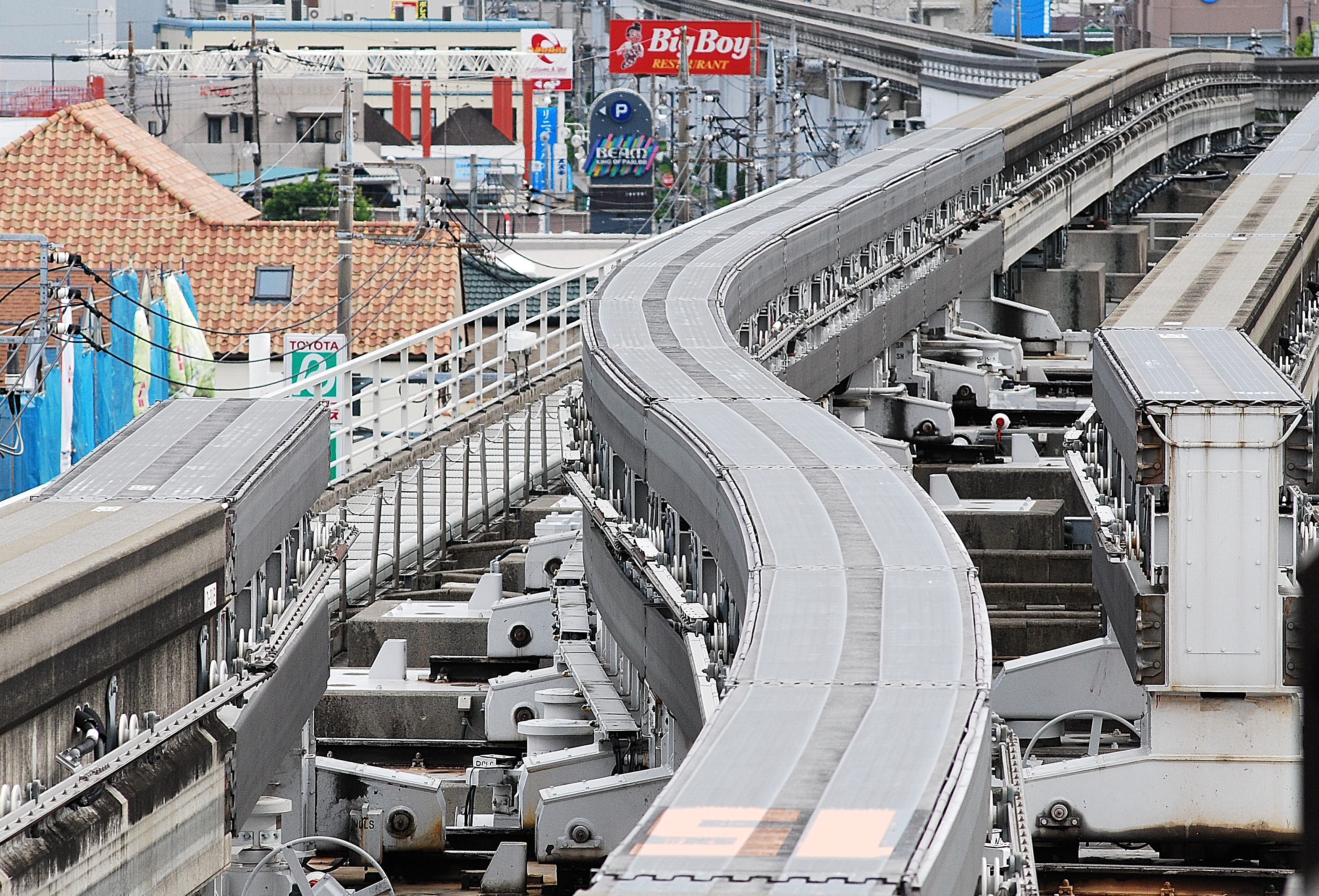
跨座式单轨铁路的转辙器 完成转辙后的状态 可见两侧线路悬空
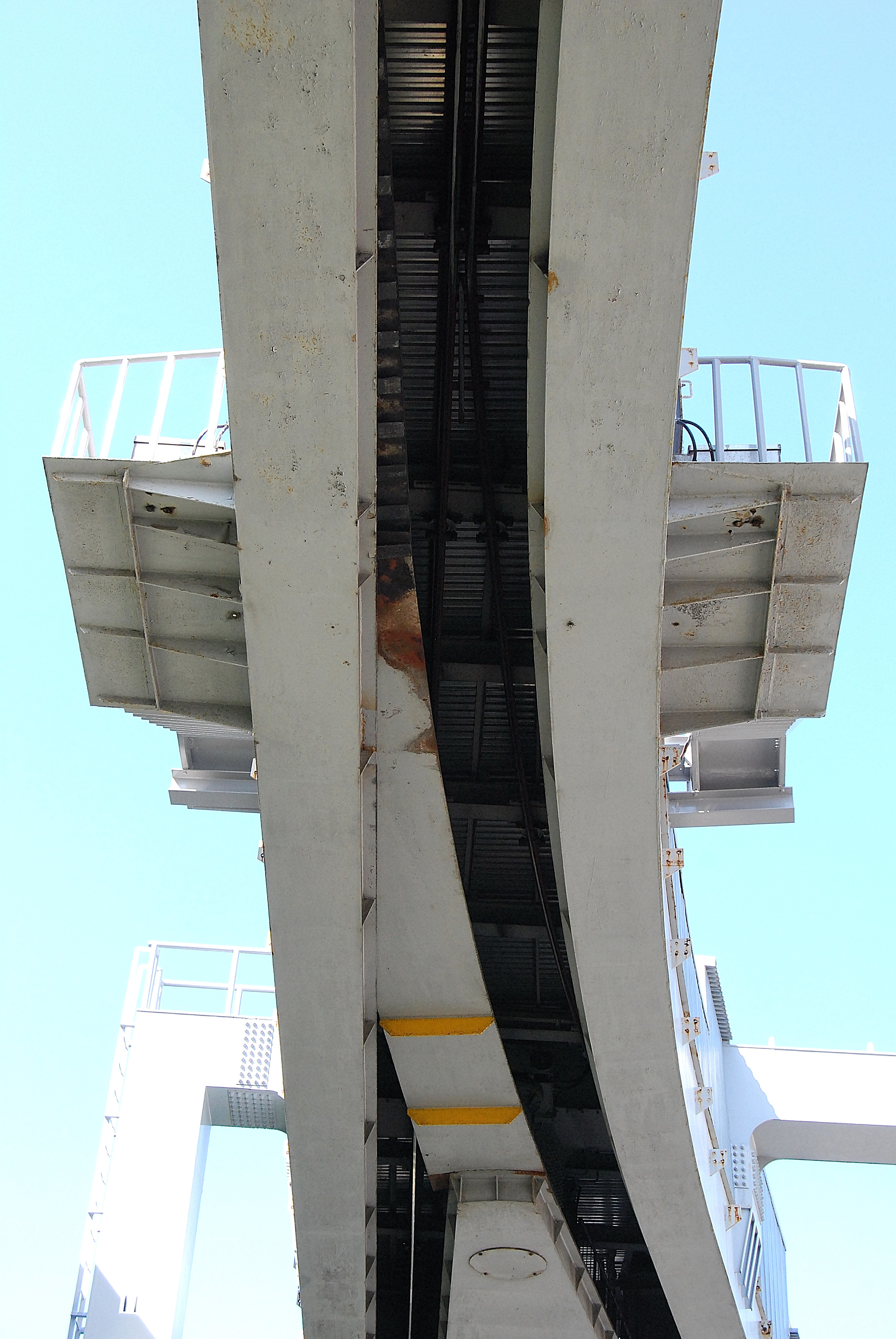
悬挂式单轨铁路的转辙器 转辙前，可见右侧的线路通畅
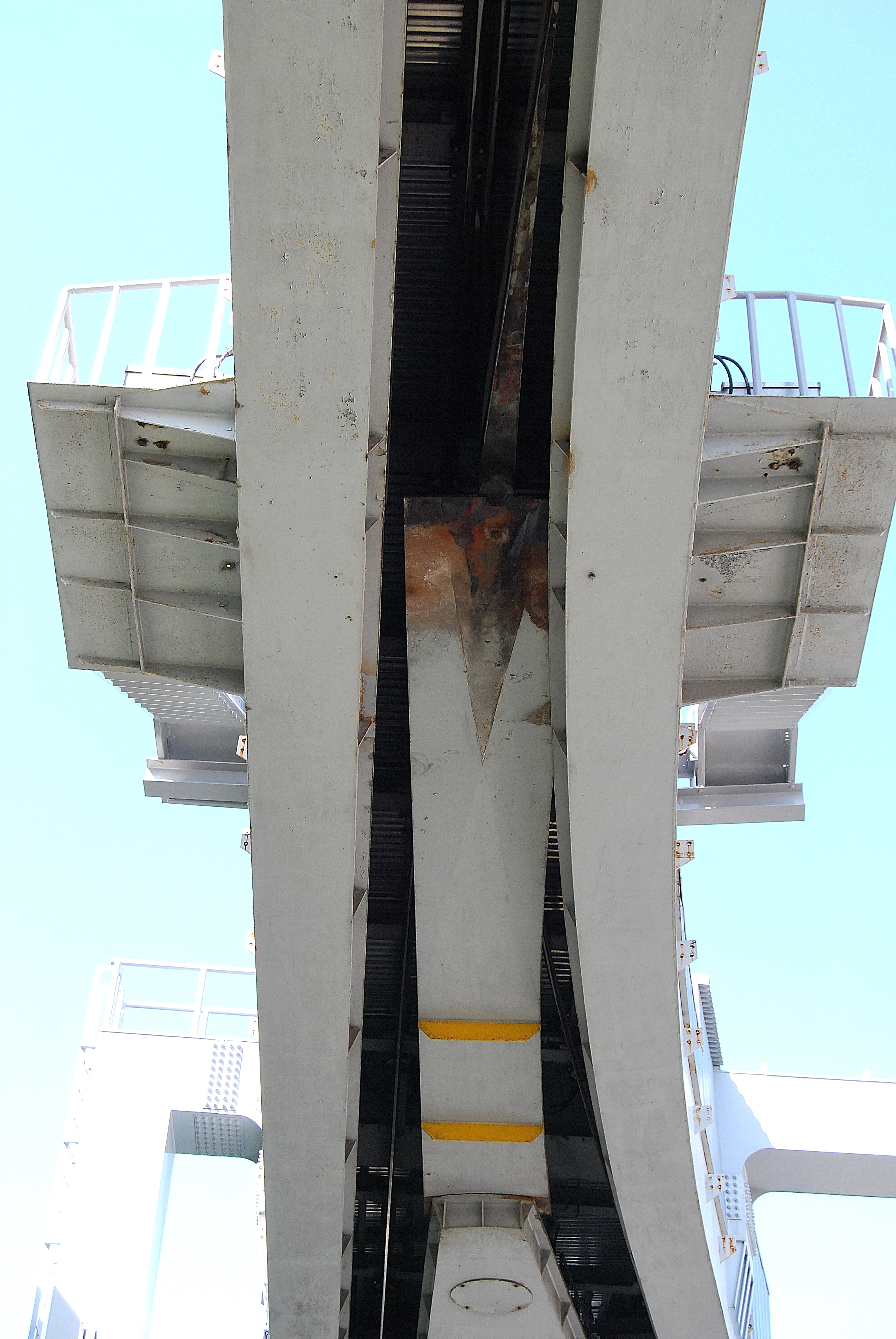
悬挂式单轨铁路的转辙器 转辙中
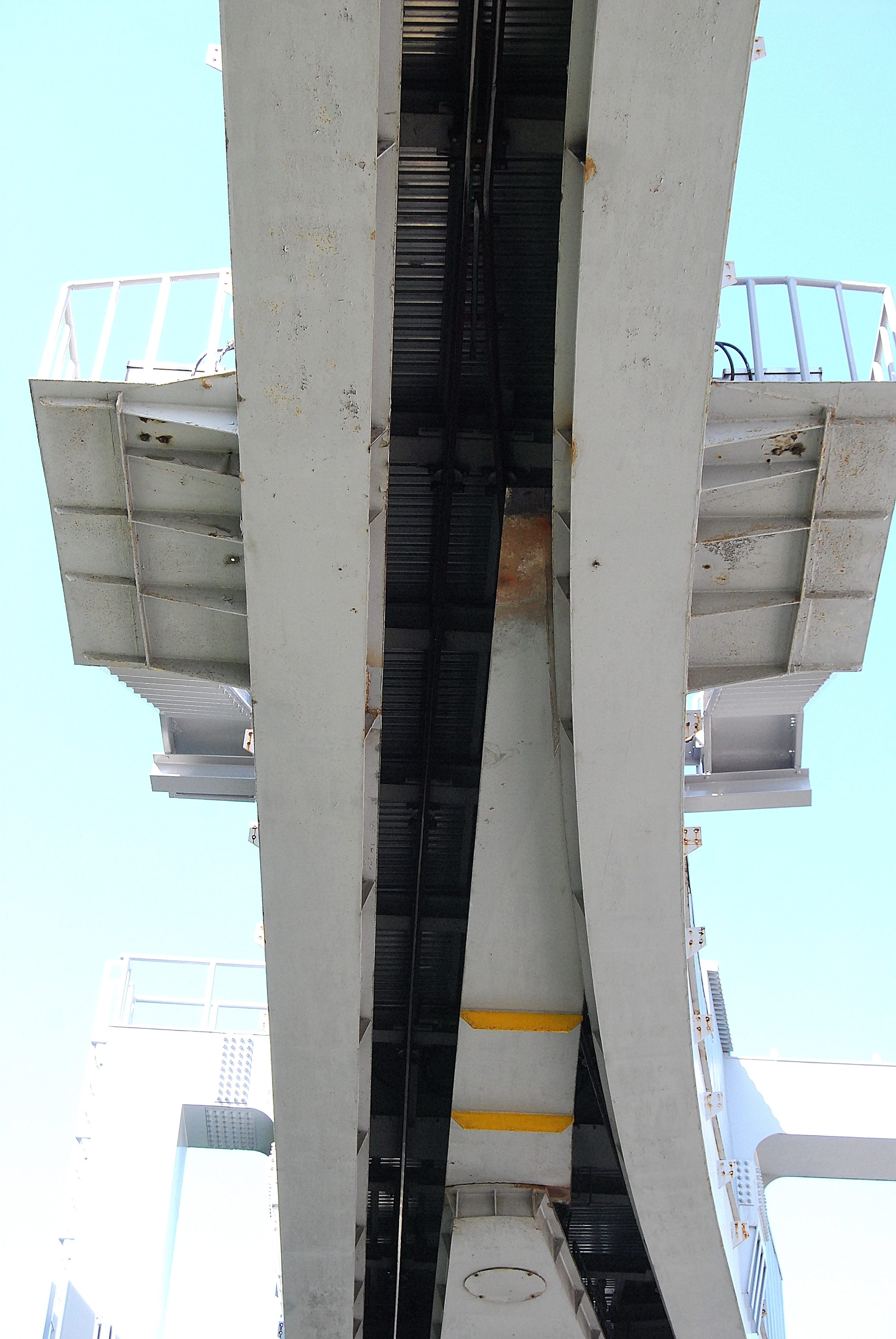
悬挂式单轨铁路的转辙器 转辙后，左侧的线路通畅